# Tibouchina fraterna
Tibouchina fraterna är en tvåhjärtbladig växtart som beskrevs av Nicholas Edward Brown. Tibouchina fraterna ingår i släktet Tibouchina och familjen Melastomataceae. Utöver nominatformen finns också underarten T. f. paruana.